# بورشتادت
بورشتادت (به آلمانی: Börrstadt) یک شهر در آلمان است که در دنرسبرگکرایس واقع شده‌است. بورشتادت ۹۴۶ نفر جمعیت دارد.